# Raymond Cohen (Politikwissenschaftler)
Raymond Cohen (* 1947) ist ein Politikwissenschaftler.
Cohen studierte in Oxford und promovierte an der Hebräischen Universität Jerusalem. Anschließend war er unter anderem Gastprofessor an der University of British Columbia, der Georgetown University und wirkte am United States Institute of Peace sowie am Watson Institute for International Studies der Brown University. Bekannt ist er vor allem für seine Forschung zu kulturübergreifender Kommunikation, Diplomatie im Altertum sowie Konfliktlösung.

## Werke (Auswahl)
- Saving the Holy Sepulchre: How Rival Christians Came Together to Rescue Their Holiest Shrine, New York 2008.
- mit Raymond Westbrook, Isaiah's Vision of Peace in Biblical and Modern International Relations. Swords into Plowshares, New York 2008.
- mit Raymond Westbrook, Amarna Diplomacy: The Beginning of International Relations, Baltimore 2000.
- Negotiating Across Cultures, 2. Aufl., Washington DC 1997.
- Culture and Conflict in Egyptian-Israeli Relations, Bloomington 1990.

| Personendaten    | Personendaten          |
| ---------------- | ---------------------- |
| NAME             | Cohen, Raymond         |
| KURZBESCHREIBUNG | Politikwissenschaftler |
| GEBURTSDATUM     | 1947                   |